# Изворник
Изворник (болг. Изворник) — село в Болгарии. Находится в Варненской области, входит в общину Вылчи-Дол. Население составляет 219 человек.

## Политическая ситуация
В местном кметстве Изворник, в состав которого входит Изворник, должность кмета (старосты) исполняет Добри Димитров Митев (Союз демократических сил (СДС)) по результатам выборов.
Кмет (мэр) общины Вылчи-Дол — Веселин Янчев Василев (независимый) по результатам выборов.